# فرانشيلين (أين)
فرانشيلين (بالفرنسية: Francheleins)‏ هي بلدية فرنسية تقع في إقليم الأين في فرنسا. رمز إنسي لها هو:1165. أما الرمز البريدي لها فهو: 1090.